# The Covenant (film 2023)
The Covenant (Guy Ritchie's The Covenant) è un film del 2023 diretto da Guy Ritchie.

## Trama
Durante la guerra in Afghanistan, il sergente John Kinley recluta Ahmed come interprete con i cittadini locali durante la loro missione sul territorio. Ahmed è deciso a vendicarsi anche dei talebani per la morte di suo figlio: quando il plotone dei soldati affronta i talebani nel deserto, cadono in un'imboscata e Kinley viene abbattuto. Prima che possa essere catturato, Ahmed salva Kinley trascinandolo attraverso le montagne del deserto per evitare i talebani. Kinley torna quindi negli Stati Uniti, ma scopre presto che Ahmed è inseguito dai talebani ed è rintanato da qualche parte in Afghanistan. Quando le autorità statunitensi si rifiutano di rispondere, lo stesso Kinley torna in Afghanistan per salvare l'amico che ha rischiato la propria vita per qualcuno che fino a quel momento era un semplice sconosciuto.

## Produzione
Il film venne annunciato nell'ottobre 2021 con Jake Gyllenhaal ingaggiato come protagonista e Guy Ritchie alla regia. Nel gennaio 2022 la Metro-Goldwyn-Mayer ne acquisì i diritti per la distribuzione statunitense insieme alla STXfilms e ad Amazon Prime Video per la distribuzione internazionale.
Inizialmente presentato con il titolo The Interpreter, le riprese del film cominciarono nel febbraio 2022 ad Alicante, in Spagna.

## Promozione
Il primo trailer del film è stato distribuito il 2 febbraio 2023.

## Distribuzione
Il film è stato distribuito nelle sale cinematografiche statunitensi il 21 aprile 2023, mentre in Italia è stato distribuito sul servizio streaming Prime Video il 27 luglio.